# مناور

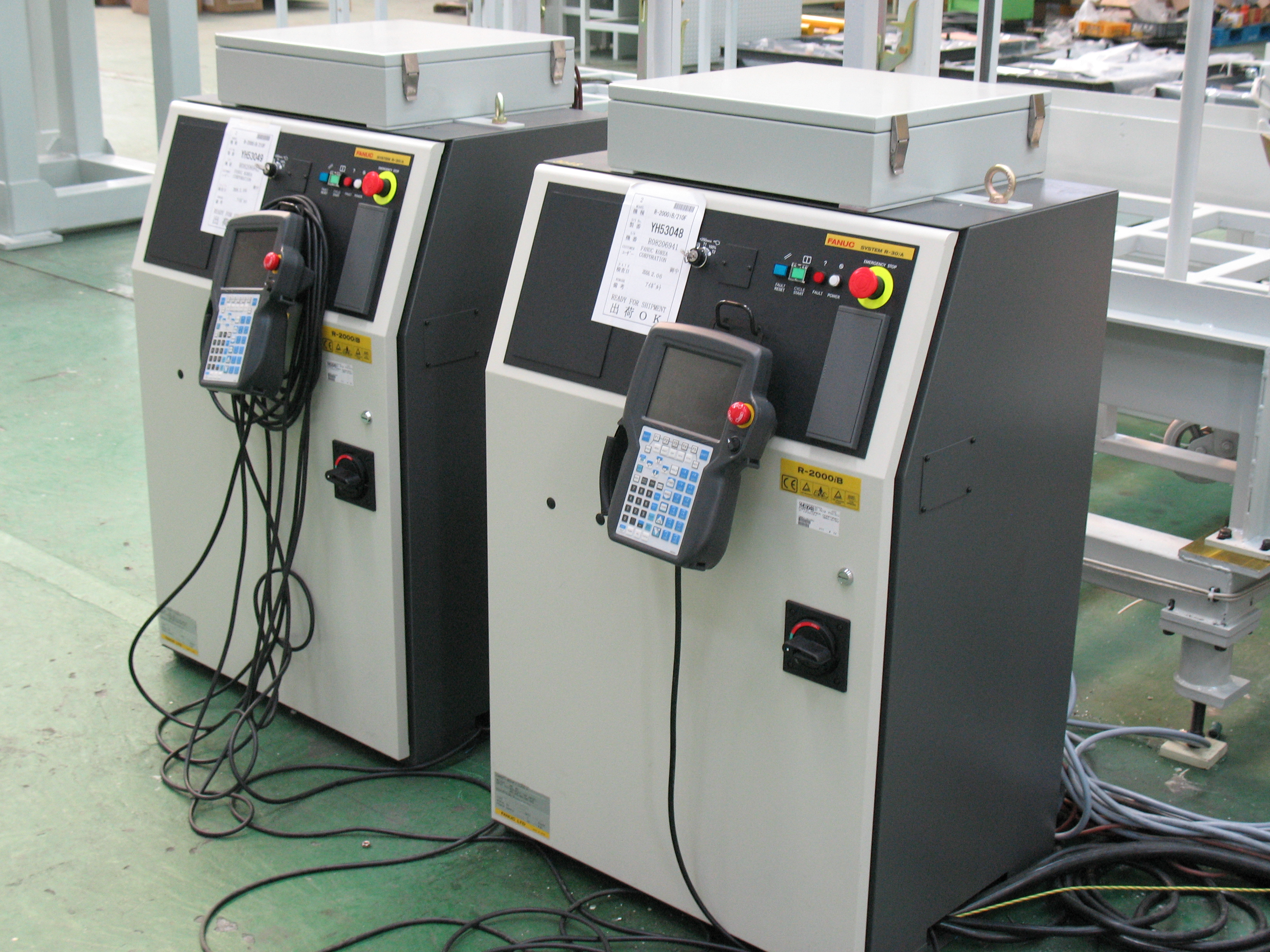
مناول

في مجال الإنسان الآلي المناوِر أو المناول[بحاجة لمصدر] هو جهاز يستخدم لمعالجة المواد دون اتصال مباشر. ماسك يتحكم فيه عن بعد، ويستخدم في المفاعلات والتجارب ذات الخطر الإشعاعي لالتقاط أو معالجة أجسام ذات أشكال مختلفة. تطبيقاتها كانت موجهة في الأصل للتعامل مع الإشعاع المؤين أو المخاطر الأحيائية، وذلك باستخدام الأذرع الآلية، أو استخدامها في أماكن يصعب الوصول إليها. في أحدث التطورات، استخدم في تطبيقات مثل الجراحة الروبوتية وفي الفضاء. وهو آلية مثل الذراع تتكون من سلسلة من مقاطع، تكون عادة منزلقة أومتحدة،	لإمساك وتحريك الأشياء مع هامش من الحرية.